# 茨城朝鮮初中高級学校

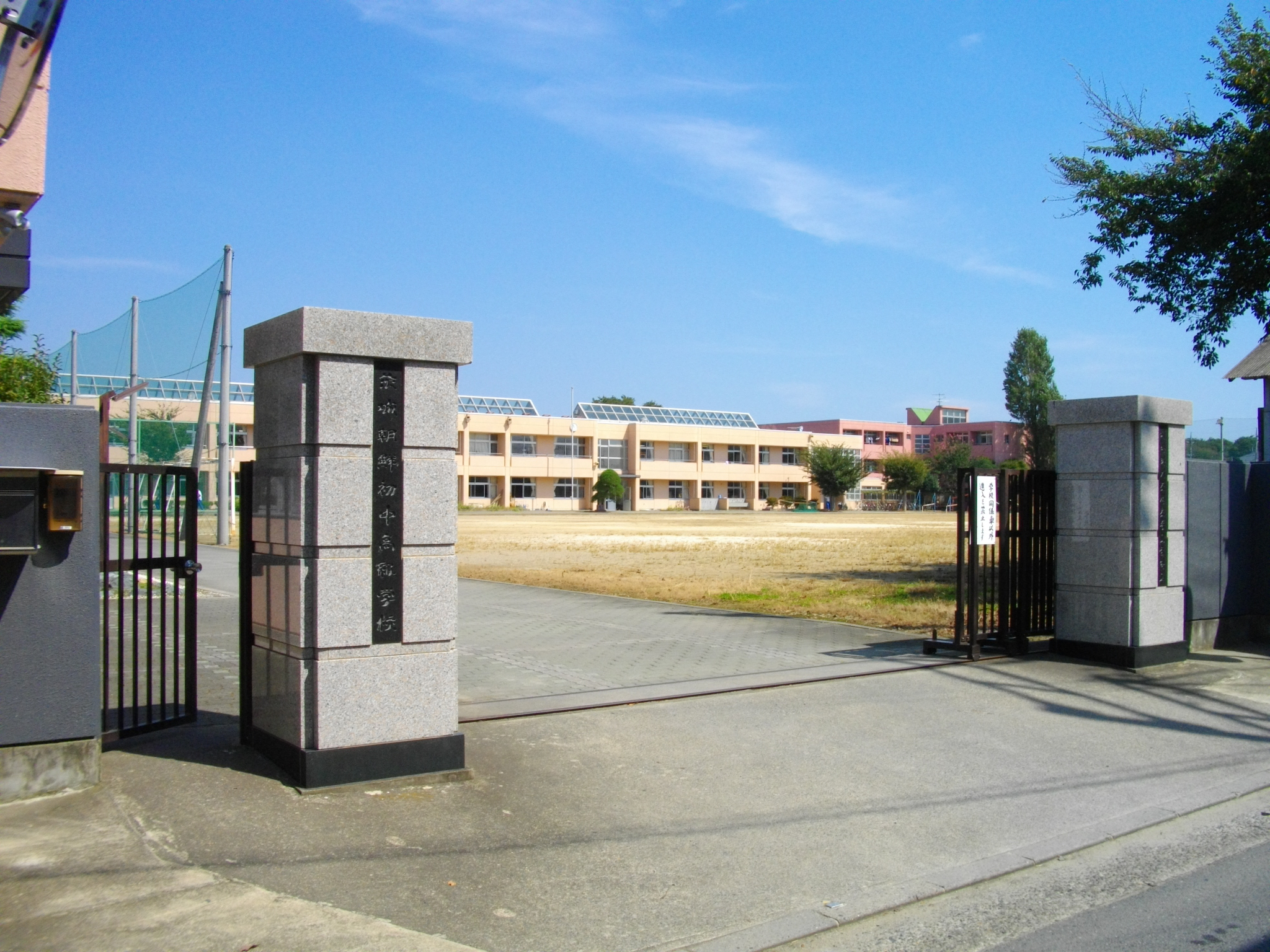
茨城朝鮮初中高級学校

茨城朝鮮初中高級学校（いばらきちょうせんしょちゅうこうきゅうがっこう、イバラキチョソンチョヂュンゴグッパッキョ、이바라기조선초중고급학교）は、学校法人茨城朝鮮学園が運営する茨城県水戸市にある朝鮮学校。北関東で唯一高級部を設置している。
日本小中高等学校に相当する教育を行っている各種学校（非一条校）である。

## 学科
- 高級部
- 中級部
- 初級部

## 生徒数
2016年4月の時点で61人

## 所在地
- 〒310-0851 茨城県水戸市千波町2846